# IPv5
L'Internet Stream Protocol (ST) va ser un protocol experimental definit el 1979 a l'IEN 119 (Internet Engineering Note). Fou més tard revisat al RFC 1190 (ST2) i RFC 1819 (ST2+). ST era un protocol experimental per al transport de paquets no IP en temps real.
La idea de ST era la de ser el complement orientat a connexió de IPv4, però mai va arribar al públic. Molts dels conceptes proposats per ST es poden trobar avui dia en MPLS.
El número de versió assignat a la capçalera IP és el de versió 5.